# Son of a Gun
Son of a Gun är en australisk thrillerfilm från 2014, skriven och regisserad av Julius Avery. Filmens protagonister spelas av Brenton Thwaites, Ewan McGregor, Alicia Vikander och Jacek Koman.

## Rollista i urval
- Ewan McGregor - Brendan Lynch
- Brenton Thwaites - Jesse Ryan "JR" White
- Alicia Vikander - Tasha
- Jacek Koman - Sam
- Matt Nable - Sterlo
- Tom Budge - Josh
- Nash Edgerton - Chris
- Damon Herriman - Wilson